# Дамм, Лассе
Ла́ссе Дамм (дат. Lasse Damm) — датский кёрлингист.
В составе мужской сборной Дании участник чемпионата Европы 2017 (заняли двадцать шестое место). В составе смешанной парной сборной Дании участник чемпионата мира 2008 (заняли двадцать первое место). Чемпион Дании среди смешанных пар. В составе мужской юниорской сборной Дании участник трёх чемпионатов мира (лучший результат — пятое место в 1991). Трёхкратный чемпион Дании среди юниоров.

## Достижения
- Чемпионат Дании по кёрлингу среди смешанных пар: золото (2008).
- Чемпионат Дании по кёрлингу среди юниоров: золото (1991, 1992, 1993).

## Команды
| Сезон                                               | Четвёртый         | Третий            | Второй        | Первый           | Запасной Тренер                          | Турниры                          |
| --------------------------------------------------- | ----------------- | ----------------- | ------------- | ---------------- | ---------------------------------------- | -------------------------------- |
| 1990—91                                             | Torkil Svensgaard | Ульрик Дамм       | Kenny Tordrup | Лассе Дамм       | Peter Bull                               | ДЧЮ 1991 · ЧМЮ 1991 (5 место)    |
| 1991—92                                             | Torkil Svensgaard | Ульрик Дамм       | Kenny Tordrup | Peter Bull       | Лассе Дамм                               | ДЧЮ 1992 · ЧМЮ 1992 (9 место)    |
| 1992—93                                             | Torkil Svensgaard | Лассе Дамм        | Kenny Tordrup | Карстен Свенсгор | Rene Hojbjerg                            | ЧДЮ 1993 · ЧМЮ 1993 (7 место)    |
| 2017—18                                             | Джоэл Островски   | Torkil Svensgaard | Лассе Дамм    | Jørgen Larsen    | Daniel Abrahamsen тренер: Мартин Грёнбех | ЧЕ 2017 (26 место)               |
| Кёрлинг среди смешанных пар (mixed doubles curling) |                   |                   |               |                  |                                          |                                  |
| 2007—08                                             | Кирстен Йенсен    | Лассе Дамм        |               |                  |                                          | ЧДСП 2008 · ЧМСП 2008 (21 место) |

(скипы выделены полужирным шрифтом)